# ورلدویو انترتینمنت
ورلدویو اینترتینمنت به (انگلیسی: Worldview Entertainment) یک شرکت مستقل فیلم‌سازی آمریکایی است.